# Power Rangers (film)
Power Rangers (även benämnd som Saban's Power Rangers) är en amerikansk superhjältefilm från 2017 i regi av Dean Israelite, baserad på franchisen med samma namn. Filmen, som är den tredje filmen i Power Rangers-serien, premiärvisades för första gången på Regency Village Theatre i Los Angeles (Westwood) den 22 mars 2017, för att sedan ha amerikansk biopremiär den 24 mars 2017 (två dagar efter den första premiärvisningen). Huvudrollerna spelas av bland annat Dacre Montgomery, Naomi Scott, RJ Cyler, Becky G och Ludi Lin. Musiken i filmen har komponerats av Brian Tyler.
Filmen hade biopremiär i Sverige den 7 april 2017. Den lyckades efter sin premiär att dra in över 142 miljoner dollar världen över, mot dess tidigare satta budget på cirka 100–105 miljoner dollar.

## Handling
Filmens handling kretsar kring de fem Angel Grove-tonåringarna Jason Scott, Kimberly Hart, Billy Cranston, Trini Kwan och Zack Taylor, som tillsammans bildar superhjältegruppen Power Rangers, detta efter att ha hittat varsitt mynt (Power Coins) som har gett dem otroliga superhjältekrafter.

## Rollista (i urval)
| - Dacre Montgomery – Jason Scott - Naomi Scott – Kimberly Hart - RJ Cyler – Billy Cranston - Becky G – Trini Kwan - Ludi Lin – Zack Taylor - Bill Hader – Alpha 5 (röst) - Bryan Cranston – Zordon - Elizabeth Banks – Rita Repulsa - Fred Tatasciore – Goldar (röst) - David Denman – Sam Scott (Jasons pappa) - Caroline Cave – Beverly Scott (Jasons mamma) - Anjali Jay – Maddy Hart (Kimberlys mamma) | - Robert Moloney – Teddy Hart (Kimberlys pappa) - Patrick Sabongui – Mr. Kwan (Trinis pappa) - Erica Cerra – June Kwan (Trinis besatta mamma) - Morgan Taylor Campbell – Harper - Sarah Grey – Amanda Clark - Wesley MacInnes – Colt Wallace - Matt Shively – Damo - Garry Chalk – kapten Bowen - Fiona Vroom – Fenixförsäljare - Drew Rey Tanner – ung älskare - Sophie Lui – TV-ankare - Lisa Berry – Candace Cranston (Billys mamma) |